# سوتاي
سوتاي ((بالمنغولية: ᠰᠤᠲᠠᠶ)‏، (بالفارسية: سوتای)) (توفي عام 732هـ) أمير مغولي وحاكم ديار بكر. تم تعيينه من قبل أولجايتو نائبا للملك. سيطرت سلالته على ديار بكر بعد حل الإلخانات.

## خلفية
انتمائه القبلي غير معروف. اقترح المؤرخ التركي فاروق سومر أنه كان من قبيلة سنود وأن سوتاي كان مجرد اختصار لـ سونيتاي ((بالمنغولية: Сөнөд + ай)‏ نسبة إلى سنود). يعتقد إشاياهو لاندا أيضًا أن سوتاي ينتمي إلى سنود. وبحسب المؤرخ الصفدي، فقد شارك في حصار بغداد وكان عمره أكثر من 100 عام عندما توفي عام 1332. لكن فاروق سومر شكك في ذلك واقترح أن المؤرخين المماليك ظنوا خطأً على أنه تشاجاتاي الأصغر المعروف باسم سونيتاي - أمير من قبيلة سنود وقائد مينغان هولاكو.

## في فترة حكم غازان
كان أقطجيا ((بالمنغولية: агтчин)‏ سيد العريس أو الإسطبل) وبرز خلال ولاية غازان في خراسان. خدم إلى جانب مولاي وقتلغ شاه ونورين آقا وقاتل في حرب غازان ضد الأمير نوروز من 1289 إلى 1294. كما قاد جيشا خلال حرب غازان ضد بايدو عام 1295. كان أحد جلادي الوزير صدر الدين الزنجاني مع قتلغ شاه في 30 أبريل 1298. في العام التالي تم إرساله مع الأمير قتلغ شاه لقمع تمرد سلامش في الأناضول حيث قاد سوتاي جيشا مؤلفًا من 15000 جندي وحقق نصرًا بعد معركة حاسمة في 27 أبريل 1299 بالقرب من آق شهير(Suşehri الحديثة). بعد قمع التمرد، وصار سوتاي متمركزًا بشكل مستمر في الأناضول كقائد لحامية منغولية. ثم شارك لاحقًا في الغارات المغولية على فلسطين خاصة خلال الفترة من 1300 إلى 1301.

## في فترة حكم أولجايتو
احتفظ سوتاي بمنصبه كأمير في الجيش في عهد أولجايتو وانضم إلى حملاته. قاد فرقة تومين على الجناح الأيمن خلال حملة أولجايتو على جيلان عام 1307. نهب لاهيجان مع إيسن قطلو ثم تم إرساله لاحقًا نحو تاميجان. عاد إلى إقطاعاته في الأناضول بعد الحملة وقام بمداهمة موطن التركمان بالقرب من رومكال عام 1308. وقد اعترض حاكم حلب المملوكي شمس الدين قره صنقر هذه المجموعة المداهمة في وقت لاحق. ورد أنه ترك منصبه للذهاب إلى بغداد في 10 يناير 1310 لأسباب غير محددة في عهد أولجايتو.
عينه أولجايتو نائبا لديار بكر عام 1312 بعد وفاة الأمير مولاي  واستقر في الموصل. تولى قيادة جزء من الجناح الأيمن خلال حملة أولجايتو على سوريا خلال عامي 1312 و1313، بينما كان ابنه الحاج تاغي في مركز الجيش. كما أغار على بعض جيوش الناصر قرب حلب عام 1313 م.

## في فترة حكم أبو سعيد
أُعفاه قائده الأول الأمير سيفينش من ولاية ديار بكر عام 1316، في خلافة أبي سعيد. وحل محله أمير كيريت إيرينجين في ديار بكر وفي وقت لاحق تم تعيينه واليا في أخلاط. لم يشارك سوتاي في ثورة القرمشي وإرينجين عام 1319، على عكس ابنه بارامباي، ليعين واليا على ديار بكر للمرة الثانية. فر بارانباي من الاضطهاد ولجأ إلى والده بعد عام 1319. بعد عودة سوتاي إلى ديار بكر، منح أحلات لأبنائه الثلاثة الخاضعين له، وبالتالي أنشأ حكومة وراثية.  وبقي في هذا المنصب حتى وفاته عام 1332. وخلفه علي بادشاه عم أبي سعيد على ديار بكر.

## أسرته
كان متزوجًا من بويان آغا، ابنة Möngke Temür، وأنجب منها ولدان على الأقل:
1. الحاج طاغي (ت 1343)
2. بارانباي
3. بولاد

استمر أحفاد سوتاي في حكم ديار بكر وديار ربيعة وأحلات حتى صعود كارا كويونلو.